# Produttività (linguistica)
La produttività è una caratteristica che la linguistica individua in alcuni codici, in particolare nelle lingue naturali.
Rappresenta la possibilità per un procedimento morfologico all'interno di una lingua di essere impiegato per la costituzione di nuove formazioni (nuove parole) della lingua in questione.

## Definizione
Si dice che un sistema di comunicazione è produttivo quando, date delle regole di combinazione, una qualunque combinazione che non le infranga, operata da chi emette il messaggio, può essere intesa da chi riceve il messaggio, anche se la combinazione non è mai stata esperita in precedenza.
Detto altrimenti, l'utente di un sistema di comunicazione produttivo può "produrre e interpretare messaggi nuovi illimitatamente diversi".
Si ponga il caso di diversi contenuti da esprimere. Un sistema non produttivo, nel caso lo si voglia e lo si possa utilizzare per esprimere un contenuto nuovo, dovrebbe aggiungere un nuovo elemento dall'esterno, senza poterlo produrre da sé. Al contrario, un sistema produttivo può, sul piano lessicale, modificare morfologicamente un suo elemento per esprimere un nuovo significato. Ad esempio, da terra otteniamo facilmente terreno, terrestre, terracqueo, terreo, terroso etc. Oltre alla possibilità di espandere il lessico, la produttività di una lingua può essere sperimentata sul piano della sintassi: esiste una possibilità illimitata di combinazioni di enunciati per creare nuovi enunciati, come accade con:
- Voglio.
- Non voglio.
- Non voglio parlarne.

La produttività di una lingua consiste dunque nella possibilità per essa di riutilizzare i propri materiali per fini nuovi (come accade con i neologismi). Per quanto è dato di sapere all'uomo, i codici animali non hanno questa caratteristica, e certamente non la posseggono i linguaggi di programmazione, in quanto il numero di istruzioni che la macchina riceve deve per forza di cose essere limitato.